# Emília de Nassau
Emília de Nassau (10 de abril de 1569 - 16 de março de 1629) foi a filha mais nova de Guilherme I, Príncipe de Orange, e da sua segunda esposa, a duquesa Ana da Saxónia. Foi casada com Manuel de Portugal, filho de Dom António, Prior do Crato.

## Biografia

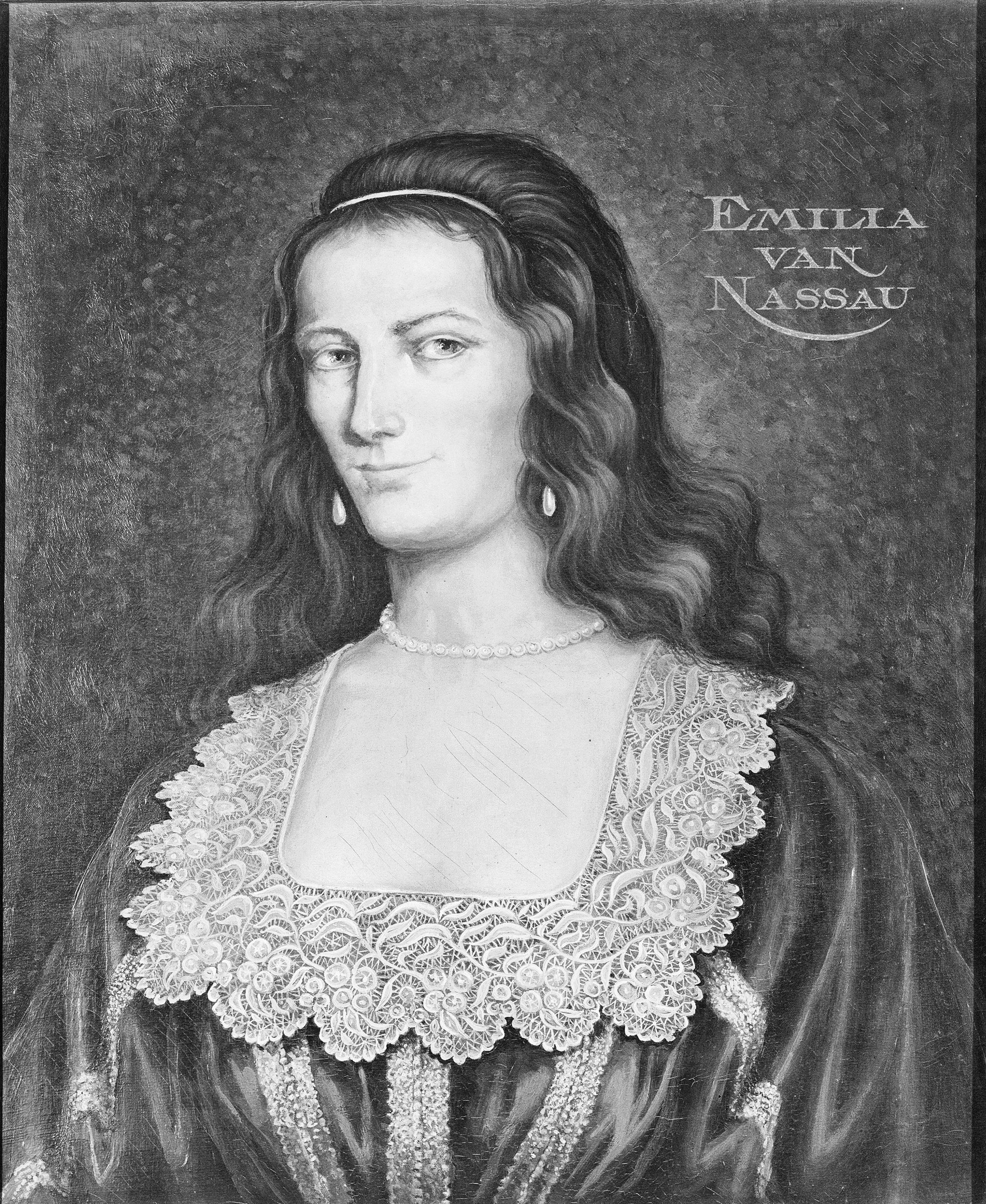
Emília de Nassau

Emília nasceu em Colônia. Recebeu o nome em honra de Amália de Neuenahr, encarregada dos aposentos da sua mãe na altura do seu nascimento. A mãe de Emília teve um caso amoroso com o pai do pintor Peter Paul Rubens, o que fez com que Emília e os irmãos lhe fossem retirados e passassem a ser criados em casa do tio, o duque João VI de Nassau-Dillenburg, em Dillenburg. Mais tarde, Emília foi viver para Delft com o pai e depois para Frísia com a irmã Ana.
Depois da morte do pai, Emília tornou-se anfitriã da corte do seu irmão Maurício. Foi neste papel que conheceu Dom Manuel de Portugal, filho de António de Portugal, Prior do Crato, um dos pretendentes ao trono português. Emília casou-se em segredo com ele no dia 17 de Novembro de 1597, em Haia. Maurício opôs-se firmemente a este casamento e baniu-a da corte durante dez anos. Os irmãos acabariam por reconciliar-se vários anos depois e Emília esteve ao seu lado no seu leito de morte.

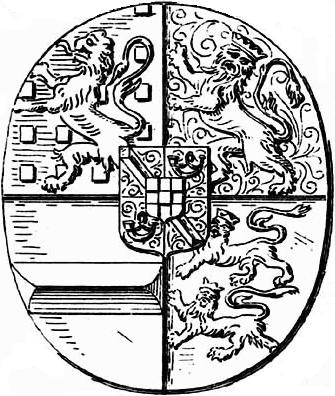
Brasão de armas da Princesa

Emília e o marido tiveram dez filhos. Os dois separaram-se quando o seu marido decidiu, devido a questões financeiras, ir viver para a corte da infanta Isabel Clara Eugénia da Espanha, uma inimiga da Casa de Orange, em Bruxelas. Emília foi viver para Genebra com as suas filhas e acabaria por morrer lá três anos depois.

## Descendência
1. Natimorta (1598–1602)
2. Maria Bélgica de Portugal (1599–1647)
3. Manuel de Portugal (1600–1666)
4. Luís Guilherme de Portugal (1601–1660)
5. Natimorta (1602–1603)
6. Emília Luísa de Portugal (1603–1670)
7. Ana Luísa de Portugal (1605–1669)
8. Juliana Catarina de Portugal (ca. 1607–1680)
9. Maurícia Leonor de Portugal (1609–1674), casada com o conde Jorge Frederico de Nassau-Siegen, filho do conde João VII de Nassau-Siegen.
10. Sabina Delfina de Portugal (1612–1670)

## Genealogia
| Emília de Nassau | Pai: Guilherme I de Orange | Avô paterno: Guilherme I de Nassau-Dillenburg | Bisavô paterno: João V de Nassau-Vianden-Dietz    |
| Emília de Nassau | Pai: Guilherme I de Orange | Avô paterno: Guilherme I de Nassau-Dillenburg | Bisavó paterna: Isabel de Hesse-Marburg           |
| Emília de Nassau | Pai: Guilherme I de Orange | Avó paterna: Juliana de Stolberg              | Bisavô paterno: Bodo VIII de Stolberg-Wernigerode |
| Emília de Nassau | Pai: Guilherme I de Orange | Avó paterna: Juliana de Stolberg              | Bisavó paterna: Ana de Eppstein-Königstein        |
| Emília de Nassau | Mãe: Ana da Saxónia        | Avô materno: Maurício da Saxónia              | Bisavô materno: Henrique IV da Saxónia            |
| Emília de Nassau | Mãe: Ana da Saxónia        | Avô materno: Maurício da Saxónia              | Bisavó materna: Catarina de Meclemburgo           |
| Emília de Nassau | Mãe: Ana da Saxónia        | Avó materna: Inês de Hesse                    | Bisavô materno: Filipe I de Hesse                 |
| Emília de Nassau | Mãe: Ana da Saxónia        | Avó materna: Inês de Hesse                    | Bisavó materna: Cristina da Saxónia               |